# Peter Lohmeyer

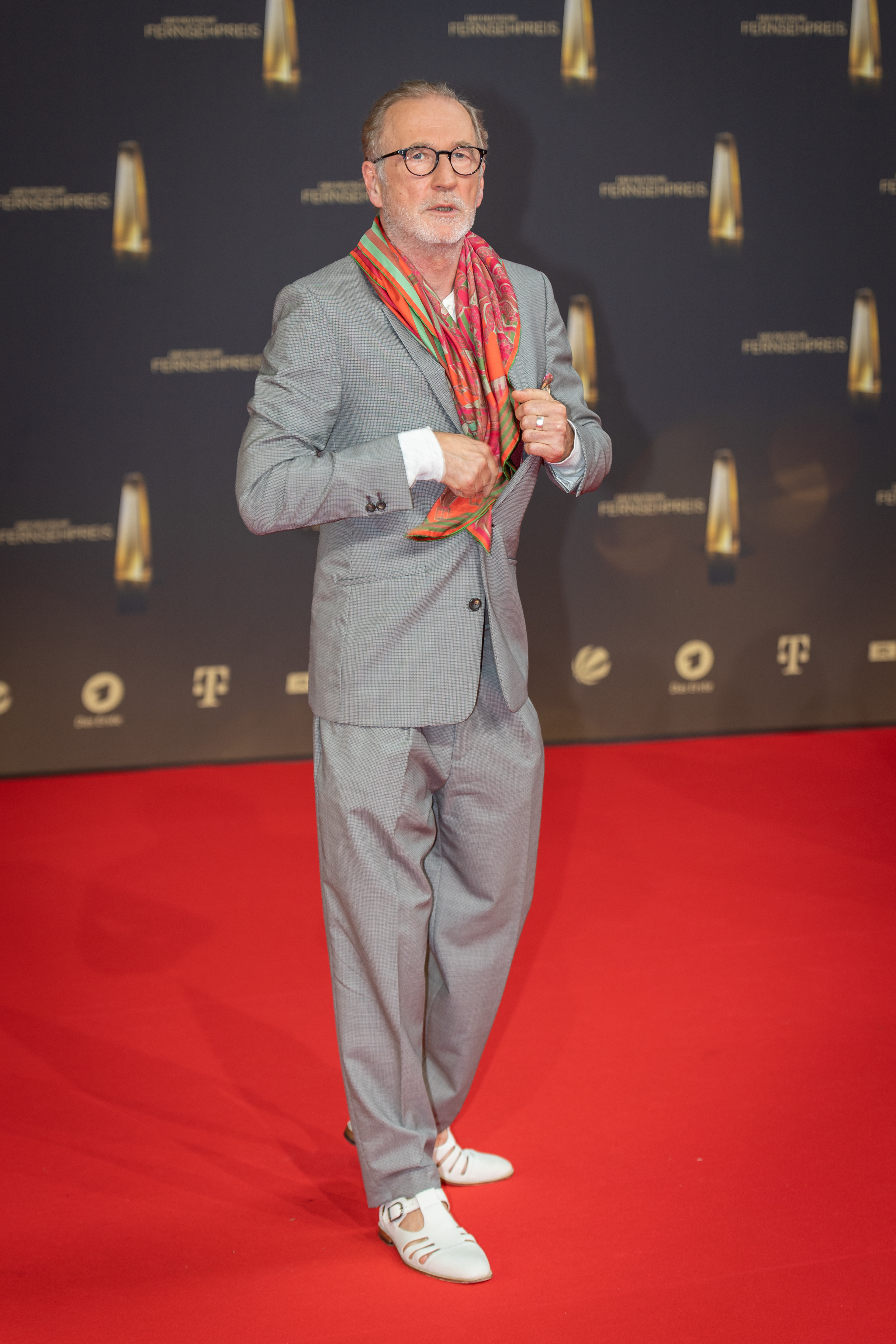
Peter Lohmeyer (2022)

Peter Lohmeyer (* 22. Januar 1962 in Niedermarsberg, Sauerland) ist ein deutscher Schauspieler.

## Leben
Peter Lohmeyer wurde als jüngstes von drei Kindern des evangelischen Pfarrers Dieter Lohmeyer (1930–2012) und dessen Frau Walpurg (Walburga) Gerhild Elisabeth, geb. Husemeyer (1931–2020), in Niedermarsberg im Sauerland geboren und wuchs überwiegend im Ruhrgebiet auf. Bedingt durch den Beruf des Vaters zog die Familie oft um. Von 1972 bis 1974 besuchte Lohmeyer das Albrecht-Dürer-Gymnasium in Hagen, von 1974 bis 1976 das Eberhard-Ludwigs-Gymnasium in Stuttgart und von 1976 bis 1981 das Stadtgymnasium Dortmund. Er erhielt von 1982 bis 1984 Schauspielunterricht an der Westfälischen Schauspielschule in Bochum und verließ sie ohne Abschluss. Sein Bühnendebüt gab er in Was heißt hier Liebe am Schauspielhaus Bochum. Danach spielte er an Theatern in Düsseldorf, Stuttgart, Hamburg und am Schillertheater (Berlin). Im Jahre 2009 kehrte er für eine neue Bühnenfassung von Menschen im Hotel ans Bochumer Schauspielhaus zurück. Seine erste Rolle in einem Fernsehfilm übernahm er 1983 in Der Kampfschwimmer, anschließend spielte er in Alles Paletti mit. Sein Filmdebüt gab er 1988 in Tiger, Löwe, Panther. Bekannt wurde er mit Die Straßen von Berlin (1995 bis 1998) und Das Wunder von Bern (2003, von Sönke Wortmann).
Lohmeyer spielte auch in Filmen von Peter Lichtefeld Hauptrollen, darunter Zugvögel … Einmal nach Inari (1997) und Playa del Futuro (2005). Ebenfalls 2005 war er in Am Tag als Bobby Ewing starb von Lars Jessen zu sehen. 1998 erhielt er den Filmpreis in Gold für Zugvögel und 2000 den Bayerischen Fernsehpreis für Der Elefant in meinem Bett; 2007 den Filmpreis der Stadt Hof.
Lohmeyer spielte 2013 bis 2016 (Inszenierung Brian Mertes und Julian Crouch) bei den Salzburger Festspielen im Jedermann den Tod.
Anfang 2016 sang er im Club der toten Dichter Gedichte des Amerikaners Charles Bukowski.
Am 22. Juni 2016 trat er erstmals an der Oper von Lyon unter der Intendanz von Serge Dorny als Bassa Selim in der Mozart-Oper Die Entführung aus dem Serail auf.

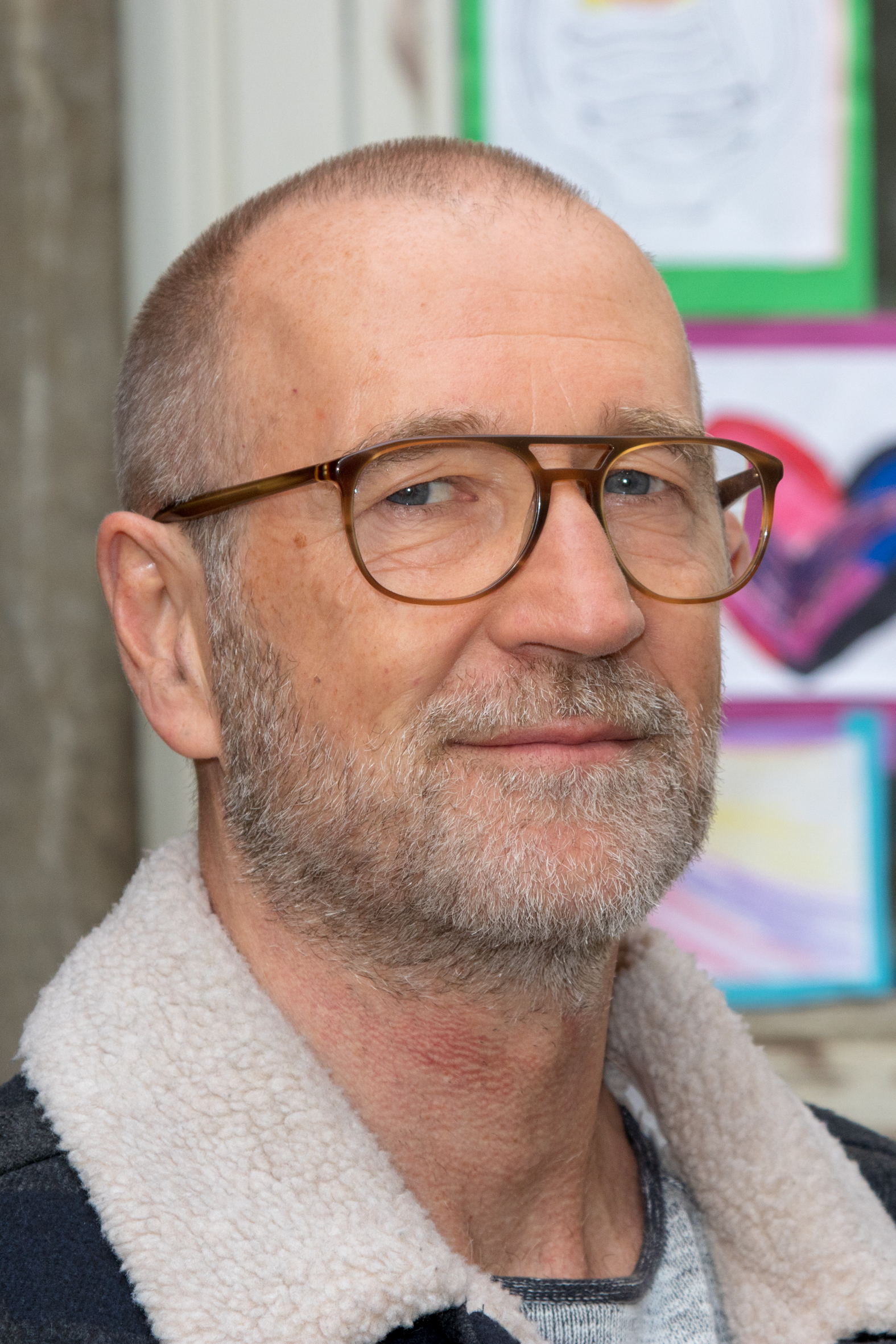
Peter Lohmeyer bei Dreharbeiten zu Väter – allein zu Haus in seiner Rolle als Gerd Frick (2018)

Lohmeyer ist Fußballfan. Aus seiner Zeit in Hamburg-Ottensen ist er Anhänger des Clubs Altona 93. In seinen NDR-Promotionfilmen läuft er in einem Trikot dieses Traditionsvereines. 
Er ist Fan des FC Schalke 04. Er war 2004 Sprecher im Film 100 Schalker Jahre und ist auf der CD Schalkes Best Of mit dem Musiktitel Schalke, Du bist ein Teil von mir vertreten. Lohmeyer hat seit 2008 an allen bisherigen Events des Benefizfußballspiels Kicken mit Herz in Hamburg teilgenommen.
Er ist berufenes Mitglied der Deutschen Akademie für Fußball-Kultur und war 2010 Laudator und Jurymitglied des Fanpreis des Jahres beim Deutschen Fußball-Kulturpreis. Im August 2019 trat er aus dem Verein FC Schalke 04 aus, um gegen den vereinsinternen Umgang mit als rassistisch kritisierten Aussagen des damaligen Aufsichtsratsvorsitzenden Clemens Tönnies zu protestieren.
Lohmeyer spielte in seiner Jugend Handball beim TSV Fichte Hagen und später, als seine Familie nach Gerlingen im Raum Stuttgart zog, Fußball beim VfB Stuttgart.
Lohmeyer unterstützte als Botschafter die Initiative Respekt! Kein Platz für Rassismus und war Mitherausgeber des zu dieser Initiative erschienenen Bildbandes Respekt! 100 Menschen – 100 Geschichten. Lohmeyer war oder ist einer der Schirmherren des gemeinnützigen Vereins Placebo Kickers Hamburg e. V. und unterstützte das Bauvorhaben des 2016 eröffneten Konzerthauses Anneliese Brost Musikforum Ruhr.
Peter Lohmeyer war 2004 Teilnehmer bei der VOX-Spendenaktion „Gib mir fünf“ zugunsten der Hilfsorganisation der SOS-Kinderdörfer. Er spendete 2005 ein selbst gemaltes Bild im Rahmen der Initiative SOS-Kunststück. Außerdem unterstützte er die SOS-Aktion „6 Dörfer für 2006“ und setzte sich für den Bau des SOS-Kinderdorfes Dorfes im mexikanischen Morelia ein. 2014 unterstützte er gemeinsam mit anderen Prominenten die Benefiz-Vorpremiere Das Wunder von Bern. Lohmeyer ist Mitglied der Deutschen Filmakademie. Peter Lohmeyer beteiligte sich außerdem ehrenamtlich als Rezitator am Erinnerungsprojekt zum Juden Curt Bloch, der in der Zeit von 1942 bis 1945 in den Niederlanden untergetaucht war und im Versteck über 490 Gedichte schrieb.

## Privates
Peter Lohmeyer hat mit seiner ehemaligen Lebensgefährtin, der Kameraassistentin Katrin Klamroth, drei Kinder – Louis, Lola und Leila Lynn Klamroth. Mit Adisat Semenitsch hat er einen weiteren Sohn, Ivo (* 1993). Lohmeyer war von 2008 bis Juli 2014 mit Sarah Wiener verheiratet. Seit 2017 ist er mit der stellvertretenden Chefredakteurin von Zeit Online, Leonie Seifert, liiert, mit der er einen Sohn hat (2024).
Er lebt in Hamburg-Altona.

## Filmografie (Auswahl)

### Kino
- 1988: Der Passagier – Welcome to Germany
- 1989: Tiger, Löwe, Panther
- 1990: Spieler
- 1990: Neuner
- 1993: Kaspar Hauser
- 1994: Einer meiner ältesten Freunde
- 1995: Die Eroberung der Mitte
- 1995: Bunte Hunde
- 1996: Die Mutter des Killers
- 1996: Kondom des Grauens
- 1997: Kleines Tropicana
- 1998: Sieben Monde
- 1998: Zugvögel … Einmal nach Inari
- 1999: Pauls Reise
- 2001: Der Cuba Coup (Hacerse el sueco)
- 2001: Prüfstand 7
- 2002: Der Felsen
- 2003: Das Wunder von Bern
- 2004: Süperseks
- 2004: Nullachtfuffzehn (Cowgirl)
- 2004: Mein Freund der Feind (I dashur armik)
- 2005: Am Tag als Bobby Ewing starb
- 2005: Playa del Futuro
- 2005: Oktoberfest
- 2005: Obaba
- 2006: Vineta
- 2006: Deep Frozen (Deepfrozen)
- 2007: Der andere Junge
- 2007: Früher oder später
- 2007: Vorne ist verdammt weit weg
- 2007: Warum Männer nicht zuhören und Frauen schlecht einparken
- 2009: Alter und Schönheit
- 2009: Zwischen heute und morgen
- 2009: Soul Kitchen
- 2010: Bis aufs Blut – Brüder auf Bewährung
- 2010: Schenk mir dein Herz
- 2011: Festung
- 2011: Tom Sawyer
- 2012: Die Abenteuer des Huck Finn
- 2013: Fünf Freunde 2
- 2013: Art Girls
- 2015: Heidi
- 2016: Junges Licht
- 2016: Radio Heimat
- 2018: Fünf Dinge, die ich nicht verstehe
- 2018: Was uns nicht umbringt
- 2019: Off Season (Kurzfilm)
- 2023: Ponyherz – Wild und Frei
- 2023: Sprich mit mir
- 2024: Die Ermittlung

### Fernsehen
- 1985: Der Kampfschwimmer
- 1985: Alles Paletti
- 1988: Der Fahnder (Fernsehserie, verschiedene Rollen, 2 Folgen)
- 1993: Tatort: Amoklauf (Fernsehreihe)
- 1993: Unser Lehrer Doktor Specht (Fernsehserie, Folge Warum nicht Potsdam)
- 1993–1994: Der kleine Vampir – Neue Abenteuer (Fernsehserie, 12 Folgen)
- 1993–1995: Bella Block (Fernsehreihe)
  - 1993: Die Kommissarin
  - 1995: Liebestod
- 1994: Polizeiruf 110: Gespenster (Fernsehreihe)
- 1994: Nacht der Frauen (Fernsehserie, 3 Folgen)
- 1994: Doppelter Einsatz: Sahnehäubchen (Fernsehreihe)
- 1994: Die Männer vom K3 – Keine Chance zu gewinnen
- 1995: Die Staatsanwältin (Fernsehreihe, 3 Folgen)
- 1995–1998: Die Straßen von Berlin (Fernsehserie, 7 Folgen)
- 1995: Der Verräter
- 1998: Der Pirat
- 1998: Abgehauen
- 1998: Balko (Fernsehserie, Folge Amok)
- 1998: Mammamia
- 1999: Der Elefant in meinem Bett
- 2000: Nie mehr zweite Liga
- 2000: Die Camper (Fernsehserie, Folge Fremde im Vorzelt)
- 2000: Tatort: Der schwarze Ritter
- 2002: Vater braucht eine Frau
- 2003: Beach Boys – Rette sich wer kann
- 2003: Das Duo: Der Liebhaber (Fernsehreihe)
- 2004: Der Wunschbaum (Fernsehdreiteiler)
- 2006: Spur der Hoffnung
- 2008: In letzter Sekunde
- 2008–2013: Großstadtrevier (Fernsehserie, 9 Folgen)
- 2009: Kommissar Stolberg (Fernsehserie, Folge Ein starker Abgang)
- 2009–2010: SOKO Köln (Fernsehserie, 2 Folgen)
- 2010: Aghet – Ein Völkermord
- 2010–2012: Allein gegen die Zeit (Fernsehserie, 26 Folgen)
- 2012: Eine Hand wäscht die andere
- 2012: Blutadler
- 2012: Das Millionen-Rennen
- 2014: Polizeiruf 110: Käfer und Prinzessin
- 2015: Stralsund: Der Anschlag (Fernsehreihe)
- 2015: Brandmal
- 2016: Mörderische Stille
- 2016: Der mit dem Schlag
- 2016–2017: Capelli Code (Fernsehserie, 13 Folgen)
- 2017: Viel zu nah
- 2017: Nord Nord Mord: Clüver und die tödliche Affäre (Fernsehreihe)
- 2018: Carneval – Der Clown bringt den Tod
- 2018: Der Bestatter (Staffel 6)
- seit 2019: Väter allein zu Haus (Fernseh-Minireihe)
  - 2019: Väter allein zu Haus: Gerd
  - 2019: Väter allein zu Haus: Mark
  - 2021: Väter allein zu Haus: Timo
  - 2021: Väter allein zu Haus: Andreas
- 2019: Tatort: Die Guten und die Bösen
- 2019: Todesengel
- 2020: Martha und Tommy
- 2021: Endlich Witwer – Forever Young
- 2022: Das Netz – Prometheus (Fernsehserie)
- 2023: I don’t work here (Miniserie)
- 2023: Helen Dorn: Das Recht zu schweigen
- 2023: Wir haben einen Deal

## Hörbücher
- Bettina Greve: Auf Kurs – Die Johnny Cash Biographie. Bear Family Records, 2004. ISBN 978-3-89916-074-1.
- Eoin Colfer: Der Tod ist ein bleibender Schaden. Hörbuch Hamburg, Hamburg 2012, ISBN 978-3-89903-351-9.
- Eoin Colfer: Hinterher ist man immer tot. Hörbuch Hamburg, Hamburg 2014, ISBN 978-3-89903-326-7.

## Hörspiele
- 2004: Britta Höper, Der König des westlichen Schwungs. Rolle: Spade Cooley, Komposition: Ulrich Bassenge, Regie: Leonhard Koppelmann, Produktion: BR Hörspiel und Medienkunst.